# Wim Malgo
Wim Malgo (* 3. Oktober 1922 in Maassluis, Niederlande; † 8. August 1992 in Dübendorf, Schweiz) war ein Schweizer Evangelist, Prediger und Schriftsteller und Gründer des Missionswerks Mitternachtsruf. Häufig von ihm angesprochene Themenfelder waren Israel und die Endzeit.

## Leben
Malgo wuchs in Leiden auf, wurde christlich erzogen und begann eine Ausbildung zum Matrosen, brach diese aber 1939 ab. 1942 wurde er zu Zwangsarbeit nach Österreich geschickt. Nach 1945 besuchte er zwei Jahre lang die Bibelschule von Saturnin Wasserzug und Gertrud Wasserzug-Traeder in Beatenberg, wo er seine spätere Frau kennenlernte, mit der er sieben Söhne und fünf Töchter hatte. Nach der Bibelschule evangelisierte er als Zeltmissionar und bei Straßeneinsätzen.
1955 gründete Malgo das Missionswerk Mitternachtsruf für Radiomission und 1961 die Überseemission mit Stationen vor allem in Südamerika. Zu dem von ihm herausgegebenen Monatsblatt Mitternachtsruf kam als weitere Zeitschrift die Nachrichten aus Israel hinzu.
1978 wurde in Dübendorf am Stadtrand von Zürich die neu erbaute Zionshalle eingeweiht. Vom American Christian College in Tulsa (Oklahoma) erhielt Malgo den Ehrendoktortitel für Literatur.
In seinen Büchern gab sich Malgo als konservativer und scharfer Kritiker von Gesellschaft und kirchlichen Institutionen, so bezeichnete er etwa das Reden des Papstes als „frommes Gerede ohne geistliche Substanz“ und „leer und so nichtssagend“.

## Positionen

### Endzeitankündigungen
Das nahe Ende war ein Hauptthema in Malgos Büchern und Zeitschriften. Das Gratisbuch Was sagt die Bibel über das Ende der Welt? erschien in über 20 Sprachen. Auf Deutsch wurden mehr als eine Million Exemplare verbreitet. Für das Weltende nannte er in der Regel keinen konkreten Zeitpunkt, zeigte sich aber überzeugt, dass es unmittelbar bevorstehe. Die Wiederkunft Christi könne bereits 1988 (40 Jahre nach Israels Staatsgründung) erfolgen, spätestens aber 2007 (40 Jahre nachdem Israel den Sechstagekrieg gewann); demgemäß werde die siebenjährige Drangsal spätestens im Jahr 2000 beginnen. In diesem Zusammenhang sprach Malgo sich für einen dementsprechenden Lebensstil aus. Er war überzeugt, dass es zu keiner Wiedervereinigung Deutschlands kommen werde, und begründete dies mit seinem Bibelverständnis, nach dem dies erst bei der letzten Schlacht geschehen werde.

### Israel
Die Endzeitbeschäftigung Malgos ist durchzogen von einer Parteinahme für Israel, dessen politische und militärische Aktionen er fast immer verteidigte. Malgo assoziierte Israel stark mit Licht, während andere Nationen Finsternis darstellten und meinte darin die „tiefste Wurzel des ständigen Nahostkonfliktes“ zu erkennen. Malgo führte weltpolitische Konflikte stets auf den Staat Israel als eigentliches Streitobjekt zurück, so deutete er etwa den Friedensvertrag zwischen Japan und der Volksrepublik China als Bildung einer Allianz, die letztendlich gegen Israel vorgehen werde und prophezeite in diesem Zusammenhang einen Zusammenschluss von China und Amerika, welcher Amerika zur Abkehr von Israel führen werde. Die römisch-katholische Kirche sah er als größten und gefährlichsten Feind Israels an.
Mitunter kritisierte Malgo Israels Politik, wenn Friedensbemühungen nicht mit seinem Verständnis alttestamentlicher Verheißungen übereinstimmten, so sah er den Israelisch-ägyptischen Friedensvertrag von 1979 skeptisch – er werde keinen Frieden bringen, da er ohne Einbeziehung Gottes geschlossen werde.

## Schriften
- Israel – das Zeichen an der Wand. 1974
- Im Schatten von Harmagedon. Mitternachtsruf, Verlag Große Freude, Pfäffikon o. J. (ca. 1977)
- Der beschleunigte Aufmarsch Russlands nach Israel. 1980
- Offenbarung Jesu Christi. Eine Auslegung für unsere Zeit. 2 Bände. Mitternachtsruf, Verlag Große Freude, Pfäffikon 1980
- Heilsgeschichtliche Konstellationen von 1948 bis 1982. Mitternachtsruf, Verlag Große Freude, Pfäffikon o. J. (ca. 1980)
- Atomares Feuer in Nahost. Mitternachtsruf, Verlag Große Freude, Pfäffikon (1981)
- Was sagt die Bibel über das Ende der Welt? Mitternachtsruf, Pfäffikon ca. 1982/83, 14. Aufl. 1990
- Die totale Kontrolle 666. Mitternachtsruf, Pfäffikon 1984